# Charakterklasse

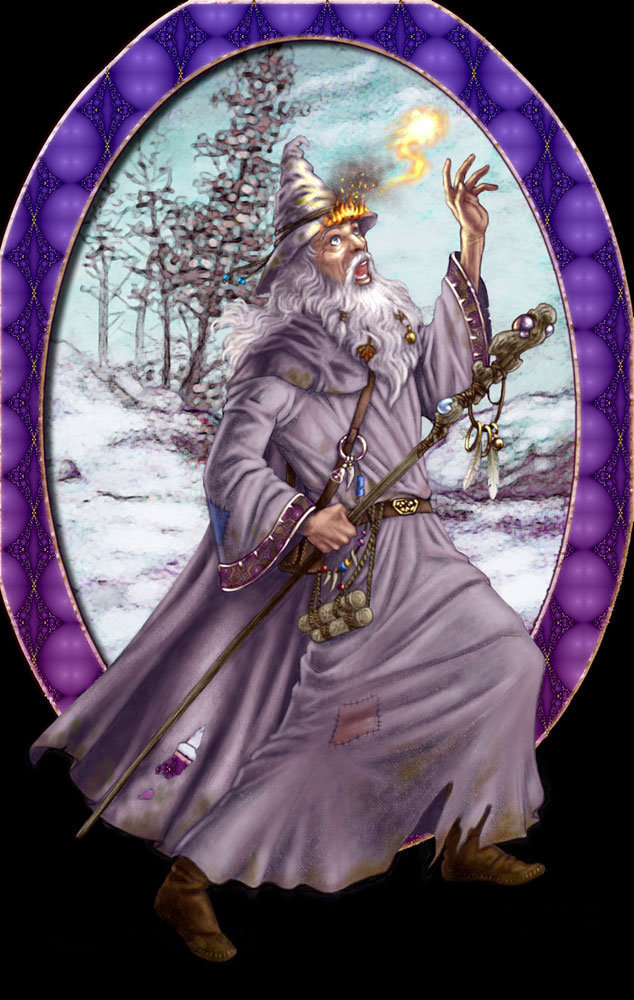
Bild eines Magiers, hier Fizban (Drachenlanze-Setting)

Charakterklassen sind ein in verschiedenen Rollenspielsystemen verbreitetes Konzept zur Charaktererstellung und -typisierung. Eine Charakterklasse repräsentiert dabei einen bestimmten Archetypus mit seinen spezifischen Vor- und Nachteilen. Da jeder Charakter nur eine Charakterklasse haben kann, wird so ein ausgewogenes Verhältnis der Fähigkeiten und Schwächen der Spielercharaktere erzwungen und die Erschaffung von allmächtigen Überhelden verhindert. Üblicherweise wählen die Spieler die Charakterklasse bei der Erschaffung des Charakters und können diese im weiteren Leben des Charakters nicht mehr ändern. Populär wurde das Charakterklassensystem durch Dungeons & Dragons und wird auch heute noch in anderen Systemen verwendet. Da jedoch die starre Klasseneinteilung recht unflexibel ist und damit die Kreativität der Spieler stark einschränken, sind vor allem moderne Spielsysteme von diesem Konzept immer wieder abgewichen. Während Shadowrun bei der Charaktererstellung mit einem Ressourcensystem arbeitet, geben vor allem Storyteller-Systeme, wie die World-of-Darkness-Spiele, nur noch Leitlinien vor und überlassen die letztendliche Entscheidung über die Spielbarkeit eines Charakters allein dem „gesunden Menschenverstand“ des Spielleiters. Anders sieht das bei Computerspielen aus. „Gesunder Menschenverstand“ ist schwierig zu programmieren, wohingegen die Schemata der Charakterklassen ein einfach umzusetzendes Kontrollmittel sind und auch die Charaktererstellung für Unerfahrene vereinfachen. Dementsprechend weit ist das Konzept hier noch verbreitet.
Im Allgemeinen lassen sich die Charakterklassen auf drei verschiedene Prototypen zurückführen: 
- Kämpfer: Kämpfer vertrauen vorwiegend auf brachiale Gewalt. Der Kampf und die Kenntnis von Waffen und Rüstungen gehören zu ihrem Leben. Für einen Kämpfer sind vor allem körperlichen Attribute, wie Stärke und Ausdauer von Bedeutung, wohingegen Intelligenz und Weisheit eher unbedeutend sind.
- Schurken/Diebe: Diese Klasse setzt vor allem auf Heimlichkeit. Diebe können schleichen, stehlen und Schlösser öffnen. Wenn sie kämpfen müssen, dann am liebsten aus dem Hinterhalt oder mit Fernkampfwaffen oder leichten Nahkampfwaffen. Vor allem Geschicklichkeit ist für derartige Klassen wichtig.
- Zauberkundige: Diese Klassen beherrschen Magie oder ähnliche Fertigkeiten. Vor allem in D&D und abgeleiteten Systemen wird dabei noch zwischen offensiven Magiern und eher defensiven Klerikern unterschieden, in „unmagischen“ Welten können Techniker diese Stelle besetzen. Diese Klassen setzen eher auf die geistigen Attribute wie Intelligenz und Weisheit.

Diese Prototypen lassen sich an Spielwelt und -zeit anpassen und können auch weiter detailliert, aufgeteilt oder zu „Hybrid“-Charakterklassen vereinigt werden. So gibt es schon bei D&D den Barden als eine Mischung aus Dieb und Magier mit zusätzlichen Zauberliedern, oder den Paladin als Mischung aus Kämpfer und Kleriker mit etwas schwächeren Kampffertigkeiten oder anderen kleinen Nachteilen, aber mit einigen Heil- oder Schutzzaubern.
In Nicht-Fantasy-Rollenspielen wird der Zauberkundige oft durch einen Psioniker oder Wissenschaftler bzw. Heilkundigen ersetzt.
Charakterklassen liefern die Richtung und die Einschränkungen von Charakteren. So besitzt ein Dieb sicherlich sehr nützliche Fertigkeiten für Detektivabenteuer, im offenen Kampf ist er dagegen schwach. Ebenso wird ein Kleriker oder Magier eher etwas mit uralten Schriften anfangen können als ein Söldner. Einige Rollenspiele schränken die verfügbaren Charakterklassen des Spiels aufgrund der Gesinnung (Paladine können durchaus gut oder böse sein, gehorchen aber einem festen Verhaltenskodex) oder der Rasse (üblicherweise können Zwerge keine Magier werden) ein. In Rollenspielen ist es üblich, dass eine Gruppe aus verschiedenen Charakteren mit unterschiedlichen Stärken und Schwächen zusammen eine Aufgabe löst.
Viele der in jüngerer Zeit erschienen Spielsysteme verwenden keine Charakterklassen mehr. An ihre Stelle treten fähigkeitenbasierende Systeme. Hier kann der Spieler freier die Entwicklung seines Charakters beeinflussen.
Rollenspiele, die weiterhin Charakterklassen verwenden, weichen das Konzept oft auf. Der Spieler kann diese oft mehr oder weniger frei kombinieren (D&D 3) oder die Klasse bestimmt nur die Mitgliedschaft in einer Gruppe der Spielwelt sowie einige besondere Fähigkeiten, schränkt aber den Charakter ansonsten nicht ein (die WOD-Systeme).